# Марвин (Северна Каролина)
Марвин (енгл. Marvin) град је у америчкој савезној држави Северна Каролина.

## Демографија
По попису из 2010. године број становника је 5.579, што је 4.54 (437,0%) становника више него 2000. године.
| Група             | 2000.         | 2010.         |
| Белци             | 1.002 (96,4%) | 4.666 (83,6%) |
| Афроамериканци    | 18 (1,7%)     | 316 (5,7%)    |
| Азијати           | 6 (0,6%)      | 300 (5,4%)    |
| Хиспаноамериканци | 11 (1,1%)     | 186 (3,3%)    |
| Укупно            | 1.039         | 5.579         |